# Ureogénesis
La ureogénesis es el proceso de síntesis y excreción de la urea, que tiene gran importancia, ya que su funcionamiento no depende de las variaciones en el equilibrio ácido-básico, que impone limitaciones a la excreción renal del amoníaco en forma de sales de amoníaco. Además, la urea a diferencia del amoníaco es un compuesto de muy baja toxicidad.

## Descripción

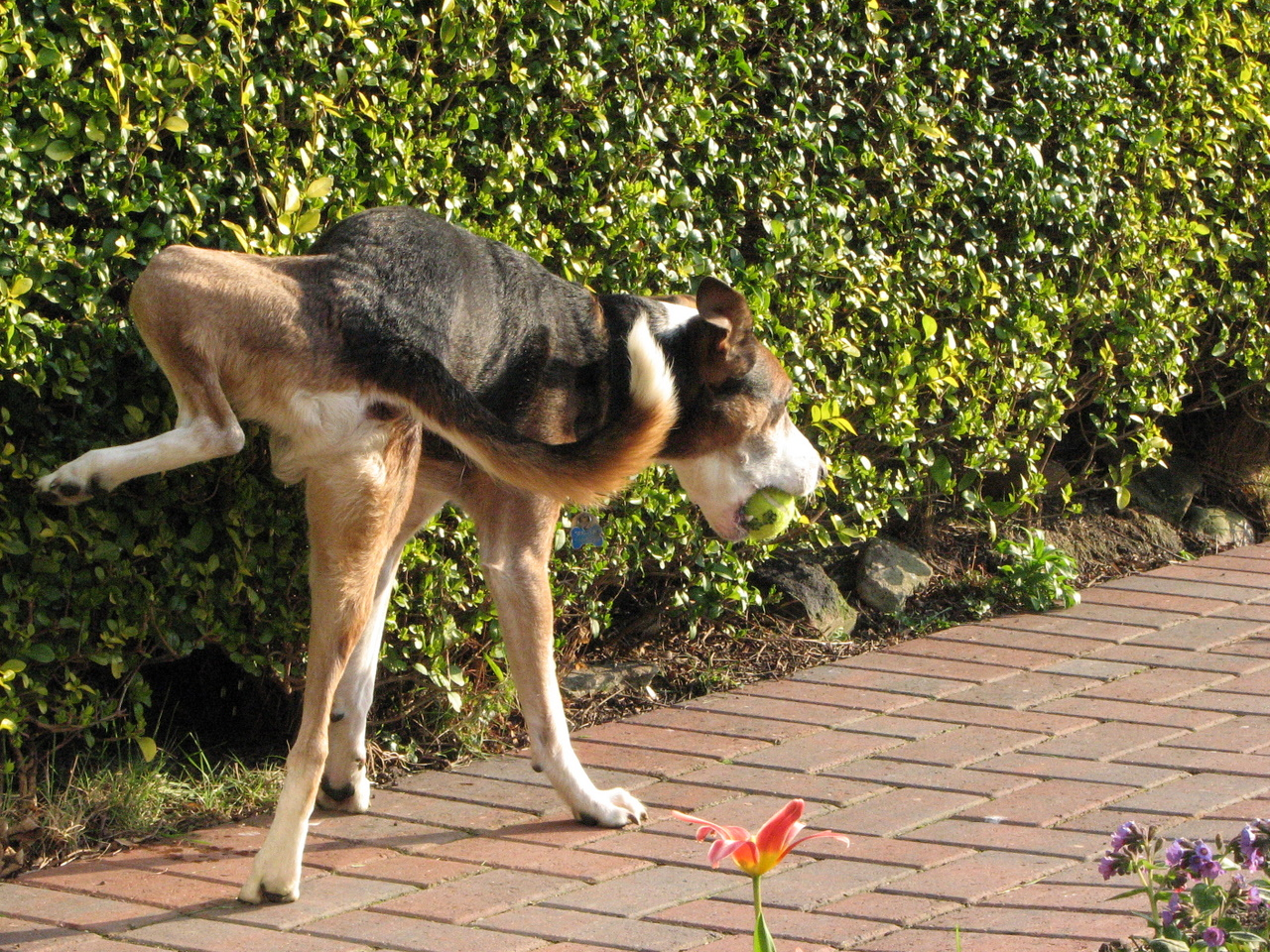
Perro orinando.

Los animales que excretan la urea como principal forma de eliminación del amoníaco son ureotélicos, entre ellos el hombre y la mayor parte de los vertebrados terrestres.
La biosíntesis de urea se lleva a cabo en el hígado y desde este órgano alcanza el riñón, donde resulta eliminada por medio de la orina, por esta vía un ser humano elimina entre 25 y 30 gramos de urea, este compuesto representa el 90% de las sustancias nitrogenadas urinarias.
La principal fuente de amoníaco para la síntesis de urea es el nitrógeno de los aminoácidos, de ahí que su excreción experimente variaciones en dependencia de la ingestión de proteínas de cada sujeto.